# La Neuville-sur-Oudeuil
La Neuville-sur-Oudeuil település Franciaországban, Oise megyében. Lakosainak száma 304 fő (2022. január 1.). La Neuville-sur-Oudeuil Achy, Blicourt, Haute-Épine, Oudeuil és Saint-Omer-en-Chaussée községekkel határos.

## Népesség
A település népességének változása:
| Lakosok száma | 345  | 331  | 334  | 326  | 321  | 317  | 312  | 307  | 304  |
|               | 2013 | 2015 | 2016 | 2017 | 2018 | 2019 | 2020 | 2021 | 2022 |